# Sonate pour violon et piano no 0 de Honegger
Pour les articles homonymes, voir Sonate pour violon et piano.
La Sonate pour violon et piano no 0 en ré mineur (H. 3) est le nom donné a posteriori à une œuvre de musique de chambre d'Arthur Honegger. Composée entre février et octobre 1912, il s'agit de la première œuvre de chambre notoire du compositeur et se voit attribuer le numéro 3 du catalogue de ses œuvres établi par le musicologue Harry Halbreich.

## Genèse
Le jeune compositeur suisse Honegger né au Havre en 1892 passe deux ans à Zurich entre 1909 et 1911, ville natale de ses parents. À son retour en Normandie, il s'inscrit au Conservatoire de Paris en octobre 1911 où il se rend une à deux fois par semaine. De cette période datent plusieurs œuvres dont le Scherzo, Humoresque, Adagio espressivo de 1910. Dès le début de l'année 1912, Honegger se met à la composition d'une sonate pour violon et piano dont les trois mouvements sont achevés au Havre, respectivement les 12 février, 22 juin et 23 octobre. Dès l'année suivante, il se met également au travail en ébauchant le Premier Quatuor à cordes qui ne sera achevé qu'en 1917. Le langage du compositeur n'est pas encore très affirmé mais l'œuvre possède un « vrai sens de la forme ». Honegger est influencé par les compositeurs germaniques comme Johannes Brahms et Max Reger découverts à Zurich sous la houlette du directeur de l'école Friedrich Hegar. Toutefois, cette première œuvre de chambre dénote une ascendance stylistique purement française, sous l'influence de César Franck et Vincent d'Indy.

## Une indexationa posteriori
Arthur Honegger attribue les numéros 1 et 2 à deux sonates pour violon et piano postérieures à cette première œuvre de chambre. Ces deux sonates, intitulées Première Sonate pour violon et piano et Deuxième Sonate pour violon et piano, datent respectivement de 1916-1918 et 1919. Cette sonate se voit ainsi conférée le numéro 0, dans un souci de praticité et le musicologue Harry Halbreich lui attribue le numéro H. 3 dans son catalogue tandis que les deux sonates postérieures sont respectivement cataloguées H. 17 et H. 24.

## Postérité
L'œuvre n'est pas citée dans les ouvrages généraux comme le Guide de la musique de chambre édité chez Fayard, ni chez Pierre Meylan au titre des œuvres de jeunesse du compositeur qui « méritent d'être mentionnées » mais fait l'objet de quelques lignes dans d'autres ouvrages qui la qualifie de « travail d'école » témoignant toutefois « des dons éclatants de son auteur ».

## Structure et analyse
La durée d'exécution de la sonate est d'environ 25 minutes. Elle se découpe en trois mouvements :
1. Largo - Agitato
2. Molto adagio
3. Sostenuto - Allegro

### Largo - Agitato
Ce premier mouvement dure plus d'une dizaine de minutes, soit presque la moitié de la durée totale de la partition. Si l'influence germanique du Sturm und Drang romantique est tangible, ce mouvement préfigure le traitement des instruments qu'Honegger va parfaire dans le Premier Quatuor à cordes.

### Molto adagio
Ce mouvement en la majeur adopte la forme du lied allemand en cinq parties comportant un thème principal et une idée secondaire. 

### Sostenuto - Allegro

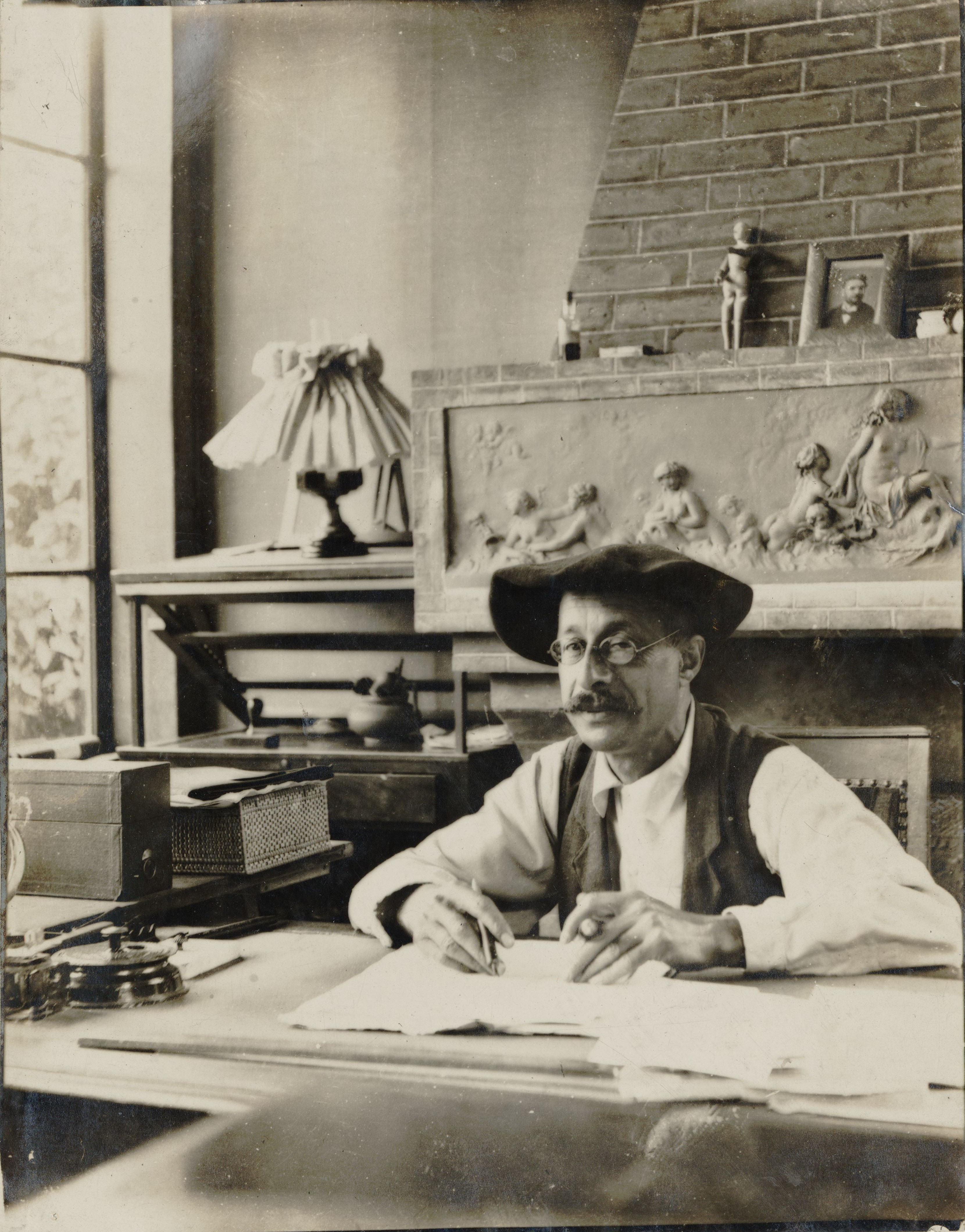
André Gédalge, professeur de contrepoint du compositeur au Conservatoire de Paris influence l'écriture du troisième mouvement Sostenuto - Allegro

Ce mouvement final est le plus mûr et le plus réussi des trois mouvements. De signature rythmique 3/4, ce mouvement développe sous la forme sonate un art consommé du contrepoint cher aux professeurs de la Schola Cantorum et dénote une nette influence d'André Gédalge, son professeur de contrepoint, et de Vincent d'Indy. La coda Maestoso annonce le retour du thème principal du premier mouvement, conformément aux codes de la Schola.

## Discographie
- Arthur Honegger - La musique de chambre, Intégrale en 4 CD. CD n° 1 : Dong-Suk Kang (violon), Pascal Devoyon (piano), 1992, label Timpani 1C1008.
- Arthur Honegger - Works for violin and piano. Ulf Wallin (violin), Patricia Pagny (piano), 2000, label Stradivarius, catalogue No STR33485

### Sources et références
- Pierre Meylan, Honegger, L'Âge d'Homme, 1982, 205 p.

1. ↑  p. 23

- Marcel Delannoy, Honegger, Pierre Horay, 1953, 250 p.

- Jacques Tchamkerten, Arthur Honegger, Papillon, 2005, 261 p.

1. ↑  p. 17
2. ↑  p. 19

### Autres références
1. 1 2 3 4 5 6 7 8  Harry Halbreich dans la notice du CD Arthur Honegger - Musique de chambre CD 1, Timpani 1C1008, 1992, p. 7